# Gare de La Seyne - Six-Fours
La gare de La Seyne - Six-Fours (anciennement gare de La Seyne - Tamaris-sur-Mer) est une gare ferroviaire française de la Ligne de Marseille-Saint-Charles à Vintimille (frontière), située sur le territoire de la commune de La Seyne-sur-Mer, à proximité de Toulon et de Six-Fours-les-Plages, dans le département du Var en région Provence-Alpes-Côte d'Azur.
Elle est mise en service en 1859 par la Compagnie des chemins de fer de Paris à Lyon et à la Méditerranée (PLM). C'est une gare de la Société nationale des chemins de fer français (SNCF), desservie par des trains express régionaux TER Provence-Alpes-Côte d'Azur.

## Situation ferroviaire
Établie à 8 m d'altitude, la gare de La Seyne - Six-Fours est située au point kilométrique (PK) 61,820 de la ligne de Marseille-Saint-Charles à Vintimille (frontière), entre les gares d'Ollioules - Sanary et de Toulon.

## Histoire
La Compagnie des chemins de fer de Paris à Lyon et à la Méditerranée (PLM) met en service, le 3 mai 1859, la station de La Seyne lors de l'ouverture de la section d'Aubagne à Toulon de sa ligne de Marseille à Vintimille. Le 1er juin 1860 l'embranchement, de 3,7 km, desservant l'arsenal de Toulon à partir de la gare est livré à l'Administration maritime. 
Le nom de la gare va, dès 1888, être au centre des conversations. Le choix est fait en 1908 : la gare de La Seyne devient la gare de La Seyne-Tamaris.
À l'époque, un tramway partant de la gare, traversait le centre ville, longeait la corniche et aboutissait au quartier de Tamaris très à la mode du temps de Michel Pacha et George Sand.
Un embranchement particulier est créé en 1911 pour la desserte des chantiers de la société des Forges et Chantiers de la Méditerranée (FCM).
Le quartier de la gare va prendre de l'importance lorsque la compagnie crée un triage en 1921. Pour loger ses employés et leurs familles, elle construit des logements à l'emplacement de ce qui deviendra la cité Pierre Sémard où ne logeront que des cheminots jusqu'en 1975.

## Service des voyageurs

### Accueil
Gare SNCF, elle dispose d'un bâtiment voyageurs, avec guichet, ouvert tous les jours. Elle est équipée d'automates pour l'achat de titres de transport et d'afficheurs légers numériques sur chaque quai pour les prochains départs et informations conjoncturelles (travaux, perturbations…).

### Desserte
La Seyne - Six-Fours est desservie par les trains TER Provence-Alpes-Côte d'Azur toute la journée en horaire cadencé à raison d’un train par heure et par sens de 5h00 a 22h00. Ces trains circule sur la ligne Marseille - Toulon, Marseille - Hyères.

### Intermodalité
Un parking pour les véhicules est disponible. Elle est desservie par les bus urbains du Réseau Mistral (lignes 8, 70, 82, 120).

## Service des marchandises
Cette gare est ouverte au service du fret (train massif, desserte portuaire et wagons isolés pour certains clients).

## Projets et travaux
En 2008, le projet d'une réhabilitation de la gare en pôle multimodal prenait forme avec l'approbation par les principaux intervenants du projet présenté. En 2010, les travaux sont en cours pour l'aménagement des parkings et du parvis ; ils doivent se poursuivre avec la rénovation du bâtiment voyageurs et se terminer par le réaménagement des accès aux quais dans la deuxième partie de l'année 2011. Ces travaux sont aujourd'hui terminés mais prévoient encore une extension pour cette gare qui pourrait être la gare Toulon Ouest de la future LGV PACA. Elle constituera également une station du TCSP de TPM.